# Municipio de Kelso (Indiana)
El municipio de Kelso (en inglés: Kelso Township) es un municipio ubicado en el condado de Dearborn en el estado estadounidense de Indiana. En el año 2010 tenía una población de 2341 habitantes y una densidad poblacional de 35,23 personas por km².

## Geografía
El municipio de Kelso se encuentra ubicado en las coordenadas 39°15′45″N 84°58′42″O / 39.26250, -84.97833. Según la Oficina del Censo de los Estados Unidos, el municipio tiene una superficie total de 66.44 km², de la cual 66,35 km² corresponden a tierra firme y (0,14 %) 0,09 km² es agua.

## Demografía
Según el censo de 2010, había 2341 personas residiendo en el municipio de Kelso. La densidad de población era de 35,23 hab./km². De los 2341 habitantes, el municipio de Kelso estaba compuesto por el 99,02 % blancos, el 0,04 % eran afroamericanos, el 0,26 % eran asiáticos, el 0,13 % eran de otras razas y el 0,56 % eran de una mezcla de razas. Del total de la población el 0,56 % eran hispanos o latinos de cualquier raza.